# Algeria ai Giochi della XXXII Olimpiade
L'Algeria ha partecipato ai Giochi della XXXII Olimpiade, che si sono svolti a Tokyo, Giappone, dal 23 luglio al 8 agosto 2021 (inizialmente previsti dal 24 luglio al 9 agosto 2020 ma posticipati per la pandemia di COVID-19) con una delegazione di 44 atleti impegnati in 14 discipline.

## Delegazione
| Sport             | Uomini | Donne | Totale |
| ----------------- | ------ | ----- | ------ |
| Atletica leggera  | 4      | 1     | 5      |
| Canoa/Kayak       | -      | 1     | 1      |
| Canottaggio       | 2      | -     | 2      |
| Ciclismo          | 2      | -     | 2      |
| Judo              | 1      | 1     | 2      |
| Karate            | -      | 1     | 1      |
| Lotta             | 8      | -     | 8      |
| Nuoto             | 1      | 2     | 3      |
| Pugilato          | 5      | 3     | 8      |
| Scherma           | 2      | 2     | 4      |
| Sollevamento pesi | 1      | -     | 1      |
| Tiro a segno/volo | -      | 1     | 1      |
| Tennistavolo      | 1      | -     | 1      |
| Vela              | 1      | 1     | 2      |
| Totale            | 28     | 13    | 41     |

## Risultati

### Atletica leggera
| Q | Qualificato al turno successivo per la posizione in qualificazione                                                           |
| q | Qualificato per il turno successivo per ripescaggio o, negli eventi su campo, conquistando la misura minima per qualificarsi |

Maschile
Eventi su pista e strada
| Atleta              | Evento         | Batteria  | Batteria  | Semifinale      | Semifinale      | Finale          | Finale          |
| Atleta              | Evento         | Risultato | Posizione | Risultato       | Posizione       | Risultato       | Posizione       |
| ------------------- | -------------- | --------- | --------- | --------------- | --------------- | --------------- | --------------- |
| Hicham Bouchicha    | 3000 m siepi   | 8'44"75   | 15º       | N.D.            | N.D.            | non qualificato | non qualificato |
| Yassine Hethat      | 800 m piani    | 1'46"20   | 28º       | non qualificato | non qualificato | non qualificato | non qualificato |
| Abdelmalik Lahoulou | 400 m ostacoli | 48"83     | 3º Q      | 49"14           | 18º             | non qualificato | non qualificato |

Eventi su campo
| Atleta       | Evento       | Qualifica | Qualifica | Finale | Finale    |
| Atleta       | Evento       | Misura    | Posizione | Misura | Posizione |
| ------------ | ------------ | --------- | --------- | ------ | --------- |
| Yasser Triki | Salto triplo | 17.05     | 5º Q      | 17.43  | 5º        |

Femminile
Eventi su pista e strada
| Atleta          | Evento         | Batteria  | Batteria  | Semifinale      | Semifinale      | Finale          | Finale          |
| Atleta          | Evento         | Risultato | Posizione | Risultato       | Posizione       | Risultato       | Posizione       |
| --------------- | -------------- | --------- | --------- | --------------- | --------------- | --------------- | --------------- |
| Loubna Benhadja | 400 m ostacoli | 57"19     | 34º       | non qualificata | non qualificata | non qualificata | non qualificata |

### Canoa/Kayak

#### Velocità
| FA | Qualificato in finale A (per le medaglie)                       |
| FB | Qualificato in finale B (non per le medaglie)                   |
| Q  | Qualificato al turno successivo per posizione in qualificazione |
| q  | Qualificato al turno successivo per ripescaggio                 |

Femminile
| Atleta        | Evento    | Batteria | Batteria   | Quarti   | Quarti     | Semifinale      | Semifinale      | Finale          | Finale          |
| Atleta        | Evento    | Tempo    | Classifica | Tempo    | Classifica | Tempo           | Classifica      | Tempo           | Classifica      |
| ------------- | --------- | -------- | ---------- | -------- | ---------- | --------------- | --------------- | --------------- | --------------- |
| Amira Kherris | K-1 200 m | 48.306   | 7º QF      | 49.412   | 7º         | non qualificata | non qualificata | non qualificata | non qualificata |
| Amira Kherris | K-1 500 m | 2:13.626 | 7º QF      | 2:07.548 | 6º         | non qualificata | non qualificata | non qualificata | non qualificata |

### Canottaggio
| FA   | Qualificato in finale A (per le medaglie)     |
| FB   | Qualificato in finale B (non per le medaglie) |
| FC   | Qualificato in finale C (non per le medaglie) |
| FD   | Qualificato in finale D (non per le medaglie) |
| FE   | Qualificato in finale E (non per le medaglie) |
| FF   | Qualificato in finale F (non per le medaglie) |
| SA/B | Semifinali A/B                                |
| SC/D | Semifinali C/D                                |
| SE/F | Semifinali E/F                                |
| QF   | Qualificato ai quarti di finale               |
| R    | Ripescaggio                                   |

Maschile
| Atleta                          | Evento                     | Batteria | Batteria  | Ripescaggio | Ripescaggio | Semifinali      | Semifinali      | Finale  | Finale    |
| Atleta                          | Evento                     | Tempo    | Posizione | Tempo       | Posizione   | Tempo           | Posizione       | Tempo   | Posizione |
| ------------------------------- | -------------------------- | -------- | --------- | ----------- | ----------- | --------------- | --------------- | ------- | --------- |
| Sid Ali Boudina Kamel Ait Daoud | Due di coppia pesi leggeri | 6:57.32  | R         | 7:12.08     | FC          | non qualificato | non qualificato | 6:41.62 | 17º       |

### Ciclismo

#### Ciclismo su strada
Maschile
| Atleta         | Evento         | Tempo      | Posizione |
| -------------- | -------------- | ---------- | --------- |
| Azzedine Lagab | Corsa in linea | ritirato   | ritirato  |
| Azzedine Lagab | Cronometro     | 1h05'21"53 | 36º       |
| Hamza Mansouri | Corsa in linea | ritirato   | ritirato  |

### Judo
Maschile
Fethi Nourine decide di ritirarsi dalla competizione in quanto, in caso di vittoria nel primo turno contro il sudanese Mohamed Abdalrasool, prima di combattere l’israeliano Tohar Butbul nel turno successivo. Nourine e il suo coach Amar Benikhlef sono stati sospesi temporaneamente dalla federazione judo mentre il comitato olimpico algerino ha ritirato i loro accrediti, i due sono stati rimandati in patria. La federazione internazionale judo ha detto che la posizione di Nourine è “totalmente contraria alla filosofia della federazione che promuove la solidarietà ed è contro qualsiasi tipo di discriminazione politica”.
| Atleta        | Evento | Preliminari           | 16-esimi             | Ottavi               | Quarti               | Semifinali           | Ripescaggio          | Med. bronzo          | Finale               | Posizione |
| Atleta        | Evento | Avversario Risultato  | Avversario Risultato | Avversario Risultato | Avversario Risultato | Avversario Risultato | Avversario Risultato | Avversario Risultato | Avversario Risultato | Posizione |
| ------------- | ------ | --------------------- | -------------------- | -------------------- | -------------------- | -------------------- | -------------------- | -------------------- | -------------------- | --------- |
| Fethi Nourine | −73 kg | M. Abdalarasool (SUD) | ritirato             | ritirato             | ritirato             | ritirato             | ritirato             | ritirato             | ritirato             | ritirato  |

Femminile
| Atleta        | Evento           | Preliminari          | 16-esimi                   | Ottavi               | Quarti               | Semifinali           | Ripescaggio          | Med. bronzo          | Finale               | Posizione       |
| Atleta        | Evento           | Avversario Risultato | Avversario Risultato       | Avversario Risultato | Avversario Risultato | Avversario Risultato | Avversario Risultato | Avversario Risultato | Avversario Risultato | Posizione       |
| ------------- | ---------------- | -------------------- | -------------------------- | -------------------- | -------------------- | -------------------- | -------------------- | -------------------- | -------------------- | --------------- |
| Sonia Asselah | +78 kg femminile | N.D.                 | Y. Kalanina (UKR) P (0-10) | non qualificata      | non qualificata      | non qualificata      | non qualificata      | non qualificata      | non qualificata      | non qualificata |

### Karate
Femminile
| Lamya Matoub | +61 kg | V: 0 N: 1 P: 3 | 4°, non qualificata | 4°, non qualificata | 4°, non qualificata | 4°, non qualificata | 4°, non qualificata |

### Lotta

#### Libera
Maschile
| Atleta              | Evento          | Ottavi                      | Quarti               | Semifinali           | Ripescaggio          | Finale               | Pos.            |
| Atleta              | Evento          | Avversario Risultato        | Avversario Risultato | Avversario Risultato | Avversario Risultato | Avversario Risultato | Pos.            |
| ------------------- | --------------- | --------------------------- | -------------------- | -------------------- | -------------------- | -------------------- | --------------- |
| Abdelhak Kherbache  | 57 kg maschile  | G. Vangelov (BUL) P (0-11)  | non qualificato      | non qualificato      | non qualificato      | non qualificato      | non qualificato |
| Fateh Benferdjallah | 86 kg maschile  | S. Reichmuth (SUI) P (2-6)  | non qualificato      | non qualificato      | non qualificato      | non qualificato      | non qualificato |
| Mohammed Fardj      | 97 kg maschile  | A. Yergali (KAZ) P (0-0VFO) | non qualificato      | non qualificato      | non qualificato      | non qualificato      | non qualificato |
| Djahid Berrahal     | 125 kg maschile | E. Shala (KOS) P (0-6)      | non qualificato      | non qualificato      | non qualificato      | non qualificato      | non qualificato |

#### Greco-romana
Maschile
| Atleta             | Evento         | Qualificazioni       | Ottavi                  | Quarti                        | Semifinali           | Ripescaggio                   | Finale               | Pos.            |
| Atleta             | Evento         | Avversario Risultato | Avversario Risultato    | Avversario Risultato          | Avversario Risultato | Avversario Risultato          | Avversario Risultato | Pos.            |
| ------------------ | -------------- | -------------------- | ----------------------- | ----------------------------- | -------------------- | ----------------------------- | -------------------- | --------------- |
| Abdelkarim Fergat  | 60 kg maschile | N.D.                 | K. Fumita (JPN) P (0-8) | non qualificato               | non qualificato      | S. Walihan (CHN) P (1-6)      | non qualificato      | non qualificato |
| Abdelmalek Merabet | 67 kg maschile | H. Ryu (KOR) P (0-8) | non qualificato         | non qualificato               | non qualificato      | non qualificato               | non qualificato      | non qualificato |
| Bachir Sid Azara   | 87 kg maschile | N.D.                 | F. Peng (CHN) V (11-1)  | Z. Beleniuk (UKR) P (1-1vpo1) | non qualificato      | Z. Datunashvili (SRB) P (1-5) | non qualificato      | non qualificato |
| Adem Boudjemline   | 97 kg maschile | N.D.                 | M. Saravi (IRI) P (1-5) | non qualificato               | non qualificato      | non qualificato               | non qualificato      | non qualificato |

### Nuoto
Maschile
| Atleta           | Evento             | Batterie | Batterie  | Semifinali      | Semifinali      | Finale          | Finale          |
| Atleta           | Evento             | Tempo    | Posizione | Tempo           | Posizione       | Tempo           | Posizione       |
| ---------------- | ------------------ | -------- | --------- | --------------- | --------------- | --------------- | --------------- |
| Oussama Sahnoune | 50 m stile libero  | 22"61    | 37º       | non qualificato | non qualificato | non qualificato | non qualificato |
| Oussama Sahnoune | 100 m stile libero | 49"65    | 37º       | non qualificato | non qualificato | non qualificato | non qualificato |

Femminile
| Atleta          | Evento             | Batterie | Batterie  | Semifinali      | Semifinali      | Finale          | Finale          |
| Atleta          | Evento             | Tempo    | Posizione | Tempo           | Posizione       | Tempo           | Posizione       |
| --------------- | ------------------ | -------- | --------- | --------------- | --------------- | --------------- | --------------- |
| Souad Cherouati | Maratona 10 km     | N.D.     | N.D.      | N.D.            | N.D.            | 2h17'21"6       | 25º             |
| Amel Melih      | 50 m stile libero  | 25"77    | 35º       | non qualificata | non qualificata | non qualificata | non qualificata |
| Amel Melih      | 100 m stile libero | 56"65    | 39º       | non qualificata | non qualificata | non qualificata | non qualificata |

### Pugilato
Maschile
| Atleta               | Evento            | Sedicesimi                | Ottavi di finale                 | Quarti di finale       | Semifinali           | Finale               | Pos.            |
| Atleta               | Evento            | Avversario Risultato      | Avversario Risultato             | Avversario Risultato   | Avversario Risultato | Avversario Risultato | Pos.            |
| -------------------- | ----------------- | ------------------------- | -------------------------------- | ---------------------- | -------------------- | -------------------- | --------------- |
| Mohamed Flissi       | Pesi mosca        | N.D.                      | Bye                              | C.Paalam (PHI) P (0-5) | non qualificato      | non qualificato      | non qualificato |
| Younes Nemouchi      | Pesi medi         | K. Ssemujju (UGA) V(5-0)  | E.Marcial (PHI) P (infortunio)   | non qualificato        | non qualificato      | non qualificato      | non qualificato |
| Mohammed Houmri      | Pesi mediomassimi | N. Korbaj (VEN) V (3-2)   | A. López (CUB) P (0-5)           | non qualificato        | non qualificato      | non qualificato      | non qualificato |
| Abdelhafid Benchabla | Pesi massimi      | S. Tursunov (UZB) V (4-1) | M. Gadzhimagomedov (ROC) P (0-5) | non qualificato        | non qualificato      | non qualificato      | non qualificato |
| Chouaib Bouloudinat  | Pesi supermassimi | N.D.                      | R. Torrez (USA) P (0-5)          | non qualificato        | non qualificato      | non qualificato      | non qualificato |

Femminile
| Atleta           | Evento       | Sedicesimi               | Ottavi di finale         | Quarti di finale              | Semifinali           | Finale               | Pos.            |                 |
| Atleta           | Evento       | Avversaria Risultato     | Avversaria Risultato     | Avversaria Risultato          | Avversaria Risultato | Avversaria Risultato | Pos.            |                 |
| ---------------- | ------------ | ------------------------ | ------------------------ | ----------------------------- | -------------------- | -------------------- | --------------- | --------------- |
| Roumaysa Boualam | Pesi mosca   | J. Jitpong (THA) P (0-5) | non qualificata          | non qualificata               | non qualificata      | non qualificata      | non qualificata | non qualificata |
| Imane Khelif     | Pesi leggeri | N.D.                     | M. Homrani (TUN) V (5-0) | K.A. Harrington (IRL) P (0-5) | non qualificata      | non qualificata      | non qualificata |                 |
| Ichrak Chaib     | Pesi medi    | N.D.                     | P. Rani (IND) P (0-5)    | non qualificata               | non qualificata      | non qualificata      | non qualificata |                 |

### Scherma
Maschile
| Atleta        | Evento               | Trentaduesimi              | Sedicesimi           | Ottavi di finale     | Quarti di finale     | Semifinali           | Finale               | Pos. |
| Atleta        | Evento               | Avversario Risultato       | Avversario Risultato | Avversario Risultato | Avversario Risultato | Avversario Risultato | Avversario Risultato | Pos. |
| ------------- | -------------------- | -------------------------- | -------------------- | -------------------- | -------------------- | -------------------- | -------------------- | ---- |
| Salim Heroui  | Spada individuale    | V. Mylnikov (ROC) P (6-15) | non qualificato      | non qualificato      | non qualificato      | non qualificato      | non qualificato      | 17º  |
| Akram Bounabi | Sciabola individuale | K. Streets (JPN) P (9-15)  | non qualificato      | non qualificato      | non qualificato      | non qualificato      | non qualificato      | 17º  |

Femminile
| Atleta                    | Evento               | Trentaduesimi             | Sedicesimi           | Ottavi di finale     | Quarti di finale     | Semifinali           | Finale               | Pos. |
| Atleta                    | Evento               | Avversario Risultato      | Avversario Risultato | Avversario Risultato | Avversario Risultato | Avversario Risultato | Avversario Risultato | Pos. |
| ------------------------- | -------------------- | ------------------------- | -------------------- | -------------------- | -------------------- | -------------------- | -------------------- | ---- |
| Meriem Mebarki            | Spada individuale    | F. Pásztor (HUN) P (8-15) | non qualificata      | non qualificata      | non qualificata      | non qualificata      | non qualificata      | 17º  |
| Kaouther Mohamed Belkebir | Sciabola individuale | Y. Hengyu (CHN) P (1-15)  | non qualificata      | non qualificata      | non qualificata      | non qualificata      | non qualificata      | 17º  |

### Sollevamento pesi
Maschile
| Atleta       | Evento  | Strappo   | Strappo    | Slancio   | Slancio    | Totale   | Classifica |
| Atleta       | Evento  | Risultato | Classifica | Risultato | Classifica | Totale   | Classifica |
| ------------ | ------- | --------- | ---------- | --------- | ---------- | -------- | ---------- |
| Walid Bidani | +109 kg | ritirato  | ritirato   | ritirato  | ritirato   | ritirato | ritirato   |

### Tiro a segno/volo
Femminile
| Atleta       | Evento                       | Qualificazione | Qualificazione | Finale          | Finale          |
| Atleta       | Evento                       | Punteggio      | Classifica     | Punteggio       | Classifica      |
| ------------ | ---------------------------- | -------------- | -------------- | --------------- | --------------- |
| Houda Chaabi | Carabina 10 m aria compressa | 619.5          | 39º            | non qualificata | non qualificata |

### Tennistavolo
Maschile
| Atleta        | Evento  | 32-esimi         | 32-esimi | 16-esimi        | 16-esimi        | Ottavi di finale | Ottavi di finale | Quarti di finale | Quarti di finale | Semifinali      | Semifinali      | Finale          | Finale          | Classifica      |
| Atleta        | Evento  | Avver.           | Punt.    | Avver.          | Punt.           | Avver.           | Punt.            | Avver.           | Punt.            | Avver.          | Punt.           | Avver.          | Punt.           | Classifica      |
| ------------- | ------- | ---------------- | -------- | --------------- | --------------- | ---------------- | ---------------- | ---------------- | ---------------- | --------------- | --------------- | --------------- | --------------- | --------------- |
| Larbi Bouriah | Singolo | B. Majoros (HUN) | P (0-4)  | non qualificato | non qualificato | non qualificato  | non qualificato  | non qualificato  | non qualificato  | non qualificato | non qualificato | non qualificato | non qualificato | non qualificato |

### Vela
Maschile
| Atleta       | Evento | Regata | Regata | Regata | Regata | Regata | Regata | Regata | Regata | Regata | Regata | Regata | Regata | Regata | Punteggio Totale | Punteggio Netto | Classifica |
| Atleta       | Evento | 1      | 2      | 3      | 4      | 5      | 6      | 7      | 8      | 9      | 10     | 11     | 12     | M      | Punteggio Totale | Punteggio Netto | Classifica |
| ------------ | ------ | ------ | ------ | ------ | ------ | ------ | ------ | ------ | ------ | ------ | ------ | ------ | ------ | ------ | ---------------- | --------------- | ---------- |
| Hamza Bouras | RS:X   | 21     | 23     | 24     | 25     | 26     | 18     | 25     | 24     | 25     | 25     | 25     | 25     | EL     | 286              | 260             | 25º        |

Femminile
| Atleta         | Evento | Regata | Regata | Regata | Regata | Regata | Regata | Regata | Regata | Regata | Regata | Regata | Regata | Regata | Punteggio Totale | Punteggio Netto | Classifica |
| Atleta         | Evento | 1      | 2      | 3      | 4      | 5      | 6      | 7      | 8      | 9      | 10     | 11     | 12     | M      | Punteggio Totale | Punteggio Netto | Classifica |
| -------------- | ------ | ------ | ------ | ------ | ------ | ------ | ------ | ------ | ------ | ------ | ------ | ------ | ------ | ------ | ---------------- | --------------- | ---------- |
| Amina Berrichi | RS:X   | 23     | 26     | 24     | 28     | 28     | 26     | 27     | 27     | 28     | 27     | 26     | 27     | EL     | 317              | 289             | 27º        |